# باتلي (إنجلترا)
باتلي (بالإنجليزية: Batley)‏ هي بلدة سوق تقع في البلدية العمرانية لكيركليز في ويست يوركشير، إنجلترا. تقع باتلي إلى الجنوب الغربي من ليدز، وإلى الشمال الغربي من ويكفيلد وديوزبري، وإلى الجنوب الشرقي من برادفورد، وإلى الشمال الشرقي من هدرزفيلد. حيثُ تعتبر جزءًا من منطقة الصناعة الصوفية الثقيلة. في عام 2011، بلغ عدد سكان باتلي، بما في ذلك هانغينج هيتون، ستينكليف، كارلينغهاو، بيرستال، بيرستال سميثيز، كوبلي هيل، وهاودن كلاف، 48,730 نسمة. 

## التاريخ
سُجل اسم باتلي في كتاب دومسدي بأنه "باتيليا". بعد الفتح النورماندي، تم منح ممتلكات الأرض (المالكية) لإلبيرت دي ليسي، وفي عام 1086 كانت تقع ضمن وحدة مورلي. في وقت لاحق، تمت مرورها بملكية عائلة دي باتلي وفي القرن الثاني عشر تمت مرورها عن طريق الزواج إلى عائلة كوبلي. كانت إقامتهم في قصر باتلي مملوكة مباشرة من العهدة الملكية؛ وفي ذلك الوقت كانت المنطقة جزءًا من دوقية لانكستر. 

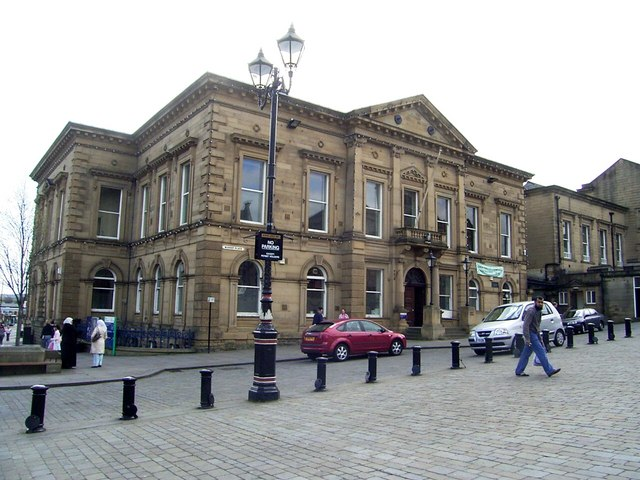
قاعة مدينة باتلي.

بُني قصر هاولي هول في سوثيل خلال الثمانينيات من القرن 16 على يد السير جون سافيل، الذي كان عضوًا في عائلة سافيل الكبيرة لملاك الأراضي في يوركشير. تعرض المنزل لحصار خلال الحرب الأهلية الإنجليزية في عام 1643 قبل معركة آدوالتون مور، لكنه يبدو أنه لم يتعرض لأضرار جسيمة. واستمر في أن يكون مأهولًا خلال القرن السابع عشر ولكنه تراجع إلى حالة من التدهور. تم تدمير قصر هاولي هول في عام 1730. ومن بين الأطلال العديدة التي لا تزال موجودة هناك، تجد السراديب الخاصة بصالته الكبيرة.
خلال أواخر القرن الثامن عشر، كانت الأنشطة الرئيسية في البلدة هي الزراعة والنسيج. وصلت الثورة الصناعية إلى باتلي في عام 1796 مع وصول أول مطاحن مياه مزودة بالطاقة للفرز والغزل. خلال النصف الثاني من هذا القرن، نمت السكان بسرعة، حيث ارتفعت من حوالي 2500 نسمة في بداية القرن التاسع عشر إلى 9308 نسمة في تعداد عام 1851. وكانت رعية باتلي في هذا الوقت تشمل مورلي، تشورويل، وجيلدرسوم، بإجمالي سكاني قدره 17,359 نسمة.

قبل الثورة الصناعية، تم إنتاج الصوف في باتلي لعدة قرون كصناعة منزلية. سجل صامويل جوب، مالك مطحنة في القرن التاسع عشر ومؤرخ محلي، أن هذا كان "صناعة مناسبة للمكان نظرًا لامتلاكه مصدرًا جيدًا من المياه والفحم، ووجوده في وسط الموقع بالنسبة للأسواق المحلية الرئيسية، حيث كان يبعد تقريبًا بالمساواة عن مدن ليدز وهدرزفيلد وبرادفورد وهاليفاكس وويكفيلد."؛ 9-10 كانت المياه التي أشار إليها هي الجوف الكبير تحت 

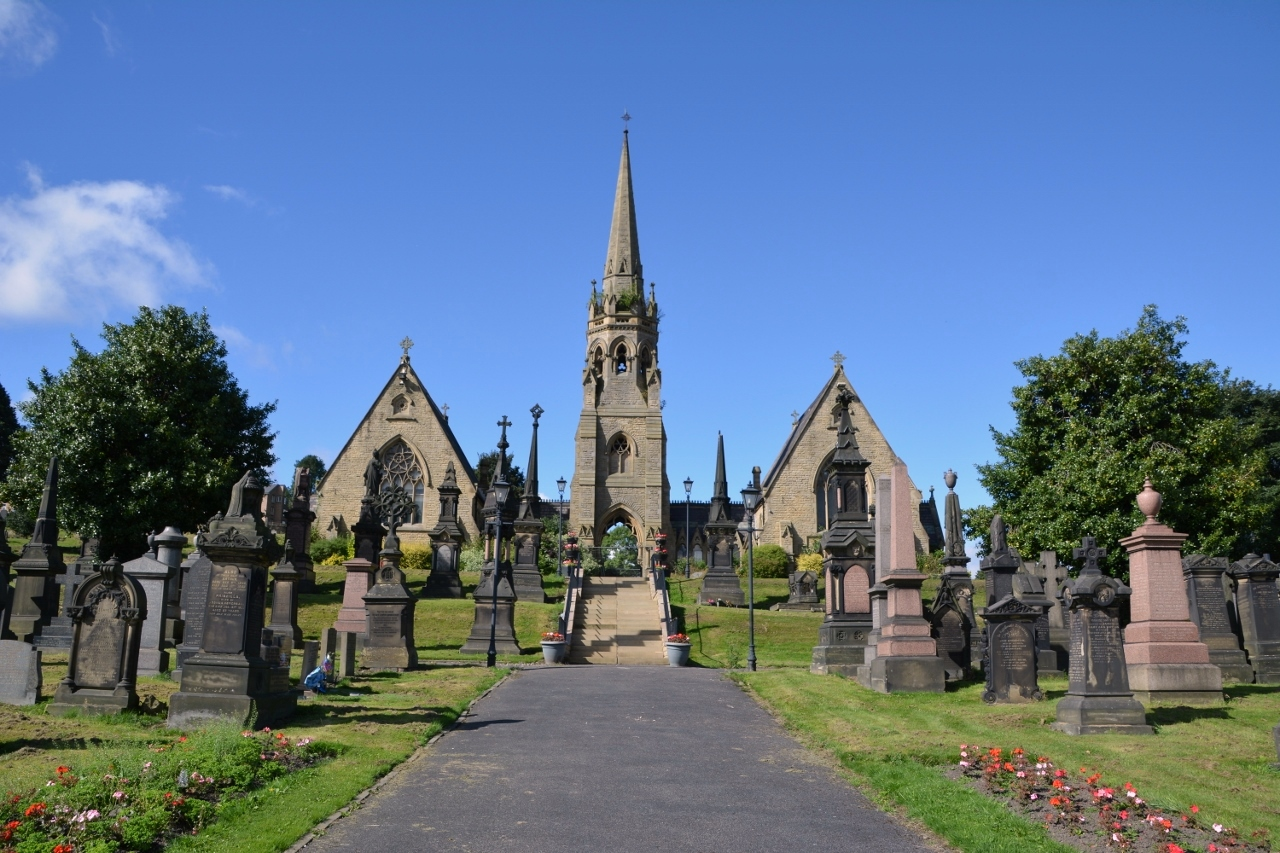
مقبرة باتلي.

المدينة، الذي تم استغلاله لتنظيف وصباغة الصوف. 
بُني طريق مدفوع لاستخدامه في عام 1832 بين جوميرسال وديوزبري، وكان له فرع يصل إلى باتلي (اليوم تعرف باسم طريق الفرع) مما سمح بنقل "حجم متزايد من الصوف والقماش والفحم". حتى ذلك الحين، كانت هناك مسارات للمشاة والعربات فقط. وفي نفس الوقت، كان هناك إضرابات في المطاحن، مما أدى إلى تدفق عمال أيرلنديين استقروا بشكل دائم. في البداية، أدت هذه الزيادة إلى التصاعد في العداء من السكان المحليين بسبب الأجور المنخفضة التي دفعت للعمال الأيرلنديين والمشاعر المعادية للكاثوليكية بشكل عام، لكن هذا التوتر تلاشى مع الوقت. بحلول عام 1853، أصبحت الخدمات الكاثوليكية تُقام بانتظام في المدينة، ولكن لم يتم بناء أول كنيسة كاثوليكية رومانية فيها، وهي كنيسة سانت ماري أوف ذا أنجلز، حتى عام 1870، وهي لا تزال موجودة حتى اليوم.
بحلول عام 1848، كان هناك محطة للسكك الحديدية في باتلي، وفي عام 1853؛ بُني قاعة بلدة باتلي. تم توسيعها في عام 1905، وهي من الطراز النيوكلاسيكي، مع حائط مزخرف بشكل كوربيل وأعمدة تصعد إلى هامش مركزي. في عام 1868، دُمج باتلي كمقاطعة بلدية، وتمت إضافة المنطقة الحضرية السابقة لمنطقة بيرستال إليها في عام 1937.

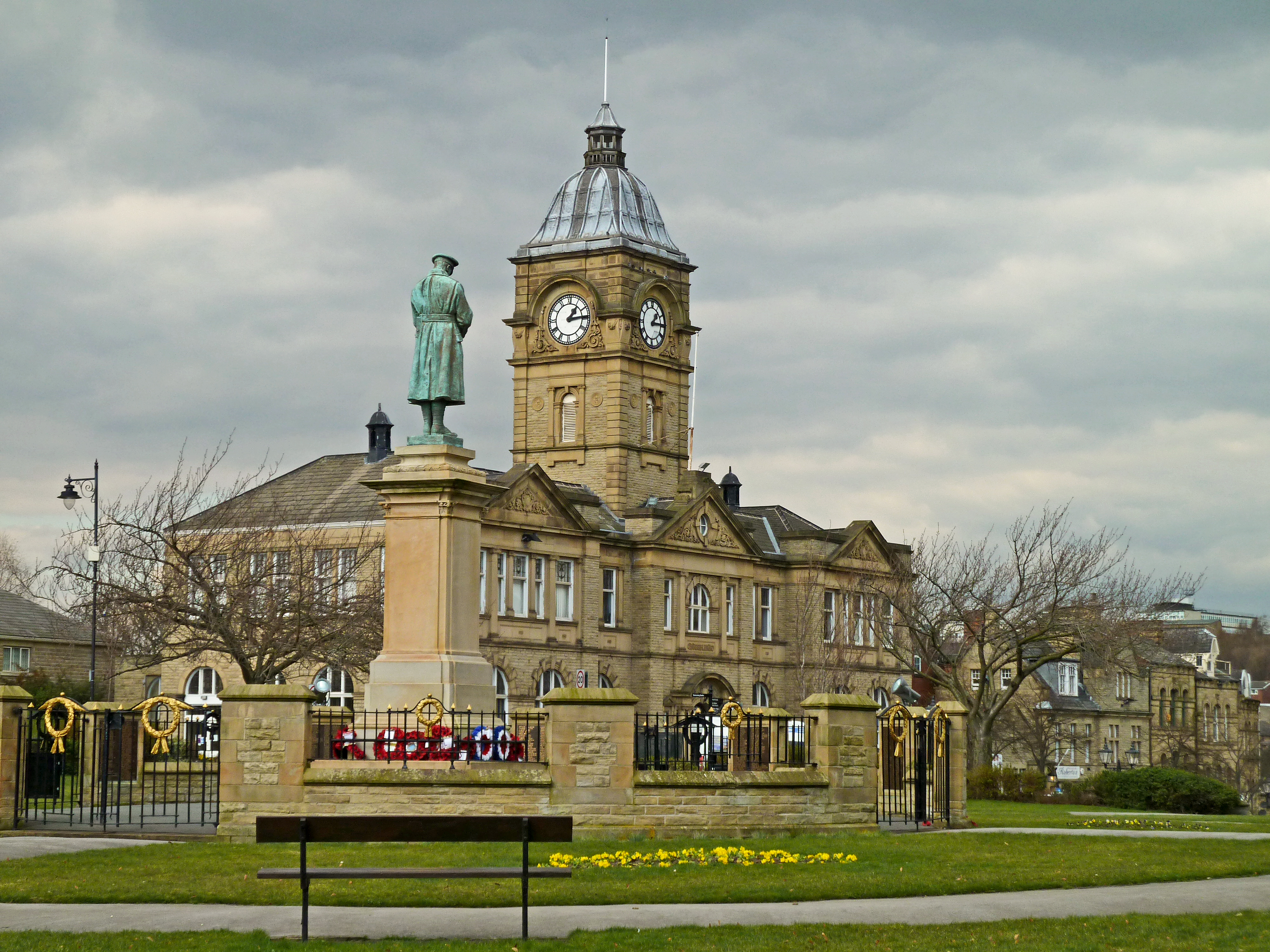
مكتبة باتلي.

في عام 1853، تأسست أيضًا محل حلويات صغير بواسطة مايكل سبيدينغ. نمات أعماله وانتقلت إلى مبانٍ أكبر في عام 1927، لتصبح شركة فوكس للبسكويت. وفي الوقت الحالي، إلى جانب تسكو، إنها واحدة من أكبر أرباب العمل في المدينة.

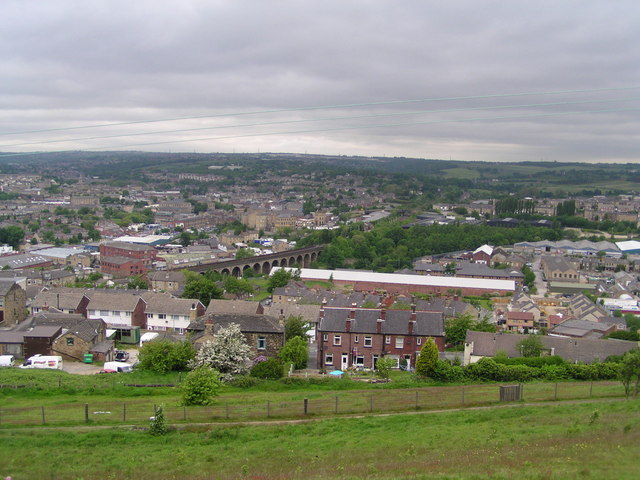
أفق باتلي.

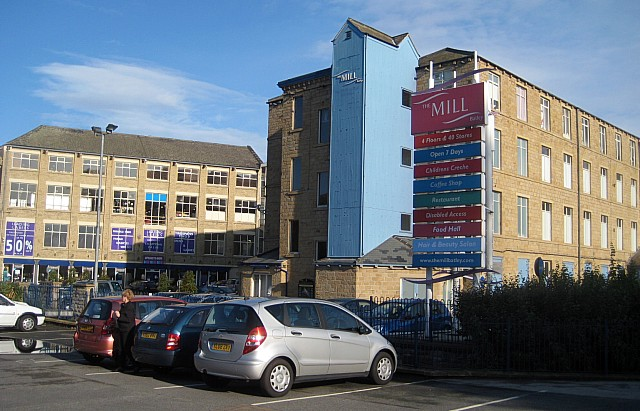
الطاحونة، باتلي.

خلال أواخر القرن التاسع عشر، كانت باتلي مركزًا لتجارة المونجو الرديئة حيث تم إعادة تدوير الصوف والخرق والملابس عن طريق إعادة نسجها إلى بطانيات وسجاد وأزياء رسمية.  في عام 1861، كان هناك ما لا يقل عن 30 مطحنة لتصنيع الشودي في باتلي. كان أصحاب أعمال إعادة التدوير معروفين باسم "أرباب الشودي". وكان هناك "ملك الشودي" و"معبد الشودي"، المعروف رسميًا باسم كنيسة صهيون. تم افتتاح هذا المبنى الرائع في وسط المدينة في عام 1870، وكان يعكس شهرة حركة الميثودية. والكنيسة ما زالت نشطة حتى اليوم. في نهاية القرن التاسع عشر، غيّر النمو السكاني شكل المؤسسات الحكومية فوق أبرشية باتلي؛ تم إهمال قسم مورلي في وابنتاكي في أغبريج ومورلي عندما تم تشكيل مناطق ذات أغراض خاصة.
بُنيت المكتبة في عام 1907 بتمويل من المتبرع الخير أندرو كارنيغي. تم تحديث المكتبة وتجديدها بوجود جهاز عارض للأفلام النقيّة ولفافات تحتوي على نسخ من جريدة باتلي نيوز تعود إلى أكثر من 120 عامًا. تأسست هذه الصحيفة من قبل جيمس فيرنسايدز، وهو طابع محلي. وكان حفيده كليمنت قد تولى في وقت لاحق منصب عمدة باتلي. كما كان هناك تعدين للفحم في باتلي في تلك الفترة. تعود أول سجلات لتعدين الفحم في باتلي إلى القرن السادس عشر في منطقة وايت لي؛ وأغلقت آخر منجم في المدينة في عام 1973.
في ليالي 14 و 15 مارس 1941، تعرضت منطقة ويست يوركشاير ككل لهجوم جوي نازي. نجت باتلي بشكل نسبي من دون أضرار كبيرة، حيث عُثر على قنبلة لم تنفجر بالقرب من منطقة مطحنة هيلي (مقابل مركز هيلي المجتمعي بالضبط)، بينما عانى كليكهيتون، الواقعة على بعد 2.5 ميل (4.0 كيلومتر) إلى الشمال الغرب، من انفجار سبع قنابل على النحو المقصود. أما ليدز، الواقعة على بعد 6 أميال (9.7 كيلومترات) إلى الشمال الشرقي، فقد تعرضت للأضرار خلال ليلتين، حيث "أسفر الهجوم عن أكثر من 100 حريق خطير وأضرار لأكثر من 4,500 مبنى وأسفر عن وفاة 65 شخصًا."
في عام 1974، تم نقل مسؤولية الحكومة المحلية إلى مجلس كيركليز الحضري، الذي يتخذ مقرًا له في هدرزفيلد.

### الديانة

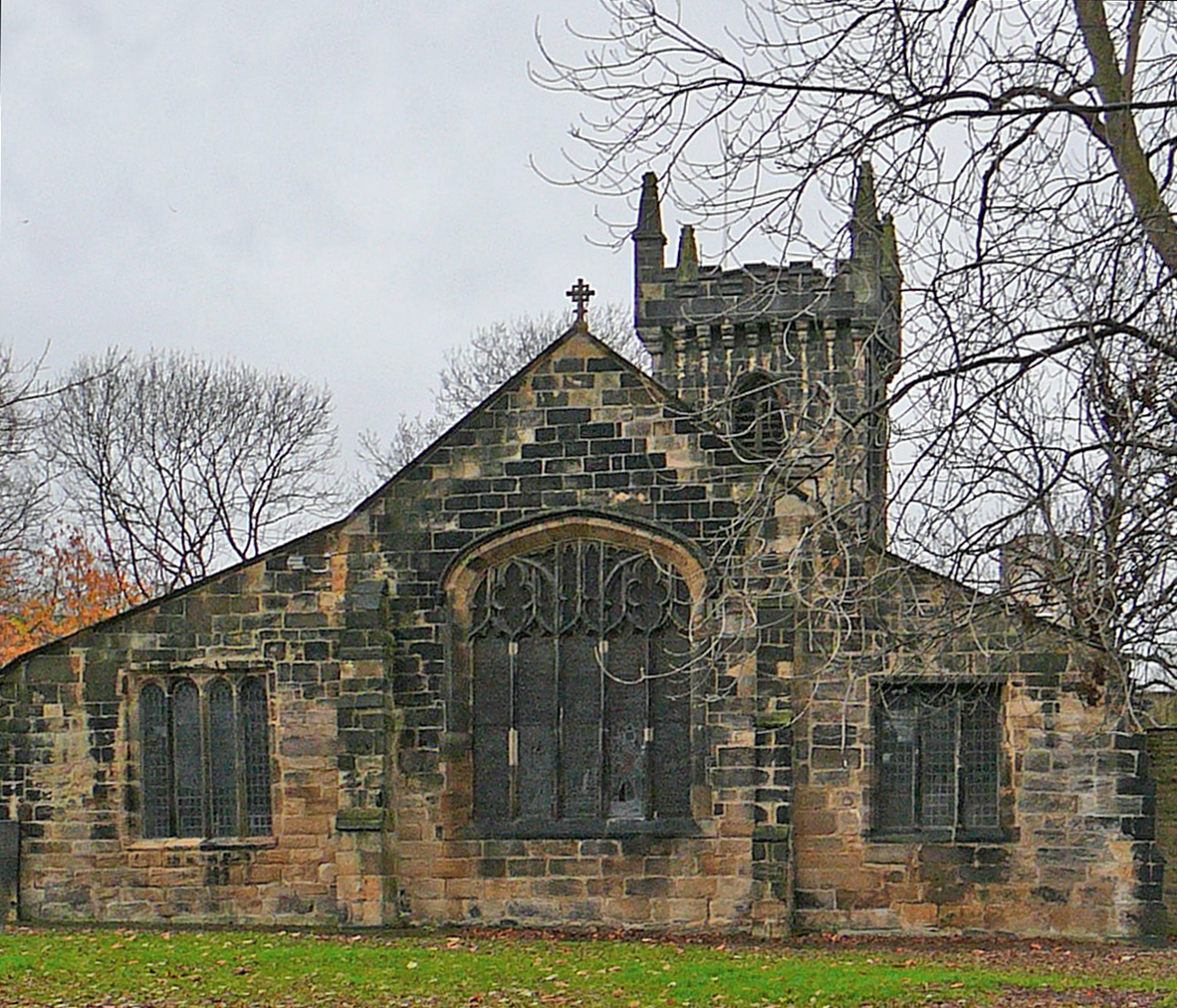
كنيسة جميع القديسين.

كانت هناك كنيسة في باتلي منذ القرن الحادي عشر. تم بناء كنيسة باريش باتلي في عام 1485 وتحتوي على أجزاء من الكنيسة السابقة التي تعود إلى القرن الثالث عشر. على الرغم من كون باتلي مستوطنة قديمة، إلا أن هذا هو كل ما تبقى من أي العصور القديمة العظيمة.
وصلت الوسيلة الوسطية إلى باتلي في عقد 1740 من خلال التبشير لجون نيلسون، القسيس العلماني من بيرستال ورفيق متكرر لجون ويسلي.  شخصيتان بارزتان في الحركة الميثودية المبكرة، جون ويليام فليتشر وماري بوسانكيه ، تزوجا في كنيسة جميع القديسين في باتلي عام 1781، بحلول ثمانينيات القرن الثامن عشر، عُقدت الاجتماعات في المدينة وتم إنشاء أول كنيسة ميثودية حوالي عام 1800.

## الديموغرافيا
ابتداءً من نهاية الخمسينيات، زادت حاجة صناعة النسيج في المدينة إلى القوى العاملة الرخيصة، مما جذب العمال المهاجرين من ولاية غوجارات والبنجاب وباكستان والهند. الآن، تبلغ نسبة السكان من جنوب آسيا في باتلي حوالي 33% في غرب باتلي و 54% في شرق باتلي. 

## الجغرافيا
تضم باتلي مناطق باتلي كار، كارلينغهاو، كروس بانك، هانجينغ هيتون، هيلي، لامبلاندز، كارلتون جرينج ماونت بليزانت، سوثيل، ستينكليف، أبر باتلي، ووايت لي.
نظرًا لأن باتلي تشترك في الحدود مع ديوسبري وهيكموندوايك، فإن أجزاء من باتلي كار، هانجينغ هيتون، وستينكليف هي جزء من ديوسبري، بينما يقع جزء من وايت لي في هيكموندوايك. هناك منطقة في أوسيت تعرف باسم هيلي، وهي متطابقة في الاسم مع منطقة باتلي التي تحمل نفس الاسم؛ يُشار في بعض الأحيان إلى منطقة أوسيت بـ "هيلي ميلز" نظرًا للكثير من المطاحن التي كانت موجودة في تلك المنطقة في وقت سابق.

## وسائل النقل

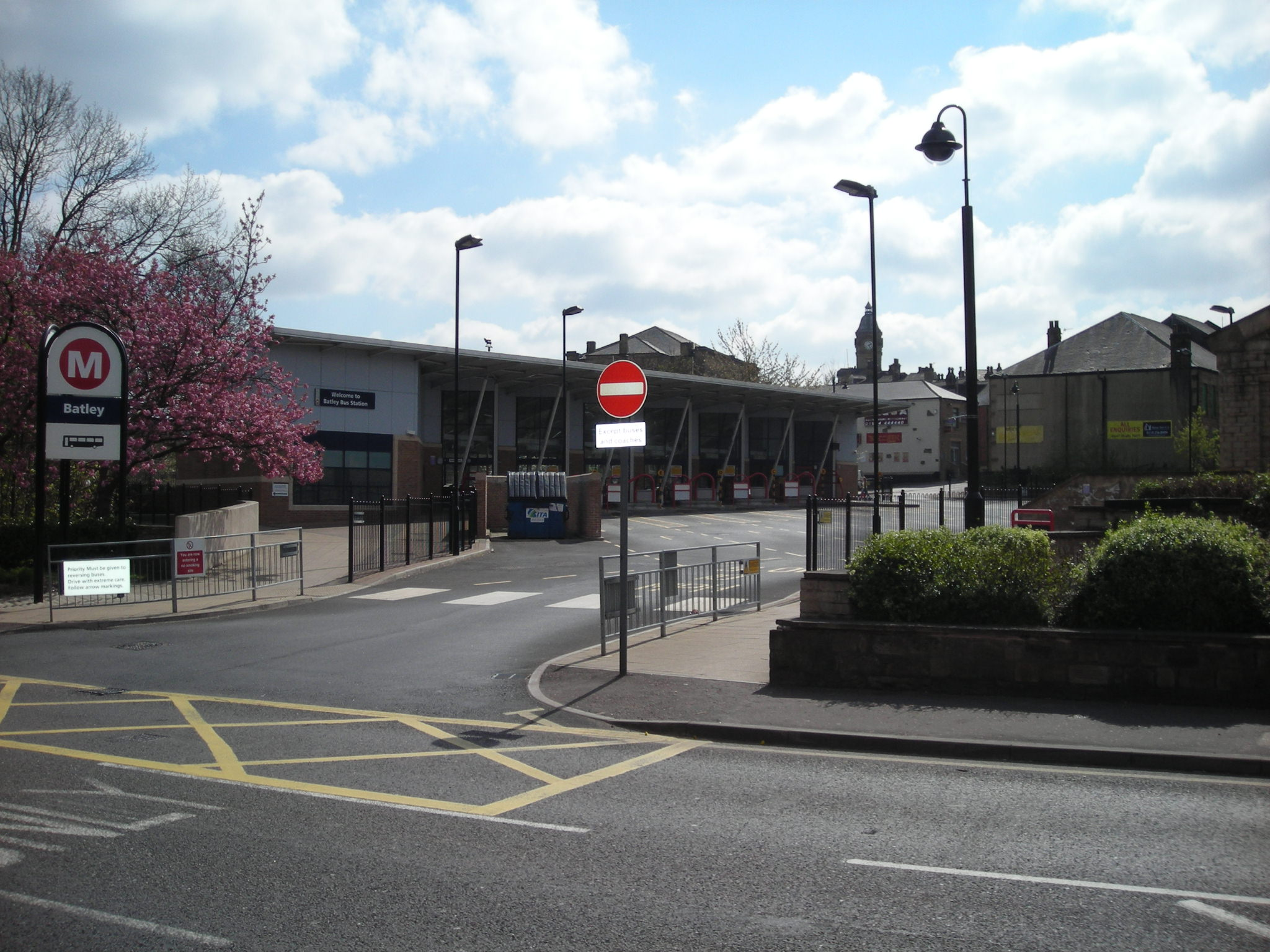
محطة حافلات باتلي.

محطة الحافلات في باتلي تخدم المدينة وتمتلكها وتحتفظ بها مؤسسة ويست يوركشاير ميترو. تقع في وسط مدينة باتلي ويمكن الوصول إليها من طريق برادفورد وشارع سانت جيمس. أُعيد بناؤها من قبل ميترو في أبريل 2005، محل محطة أريفا يوركشاير السابقة. تتوفر في المحطة ستة مراصف ولوحة معلومات في الوقت الحقيقي. أريفا يوركشاير هي المشغلة الرئيسية. 
محطة القطار في باتلي تقع على خط هادرزفيلد بين مدينتي ليدز ومانشستر.

## المدارس
تأسست مدرسة باتلي النحوية في عام 1612 على يد القس. وليام لي وما زال موجودا.

### المدارس الابتدائية
- مدرسة باتلي باريش الابتدائية المسيحية الإنجيلية المجتمعية (المدرسة الإعدادية والابتدائية)
- أكاديمية بيرستال الابتدائية
- مدرسة كارلينغهاو الابتدائية المسيحية الجنرالية (المدرسة الإعدادية والابتدائية)
- مدرسة فيلد لين الابتدائية المسيحية الجنرالية (المدرسة الإعدادية والابتدائية)
- أكاديمية فيلدهيد الابتدائية
- مدرسة هانجينغ هيتون الابتدائية المسيحية المتحدة (المدرسة الإعدادية والابتدائية)
- مدرسة هيلي الابتدائية المسيحية (المدرسة الإعدادية والابتدائية)
- مدرسة هيرستمونت الابتدائية المتوسطة
- مدرسة ليدجيت الابتدائية والإعدادية (سوثيل)
- مدرسة مانورفيلد الابتدائية والإعدادية
- مدرسة ميل لين الابتدائية (هانجينغ هيتون)
- مدرسة بارك رود الابتدائية والإعدادية
- مدرسة بيرلويل الابتدائية والإعدادية
- مدرسة سانت ماري الكاثوليكية الابتدائية، باتلي
- مدرسة سانت باتريك الكاثوليكية الابتدائية، بيرستال
- مدرسة ستينكليف الابتدائية المسيحية المجتمعية (المدرسة الإعدادية)
- مدرسة وارويك رود الابتدائية والإعدادية
- مدرسة ويندميل الابتدائية

### المدارس الثانوية
- مدرسة باتلي للبنات الثانوية، كانت في السابق مدرسة فنون بصرية.
- مدرسة شارع كامبريدج، مدرسة للبنين مسلمين.
- مدرسة باتلي النحوية، تأسست في عام 1612
- مدرسة أبوير باتلي الثانوية، كانت في السابق تعرف باسم مدرسة باتلي الثانوية للبنين، تأسست في عام 1959

## التسوق

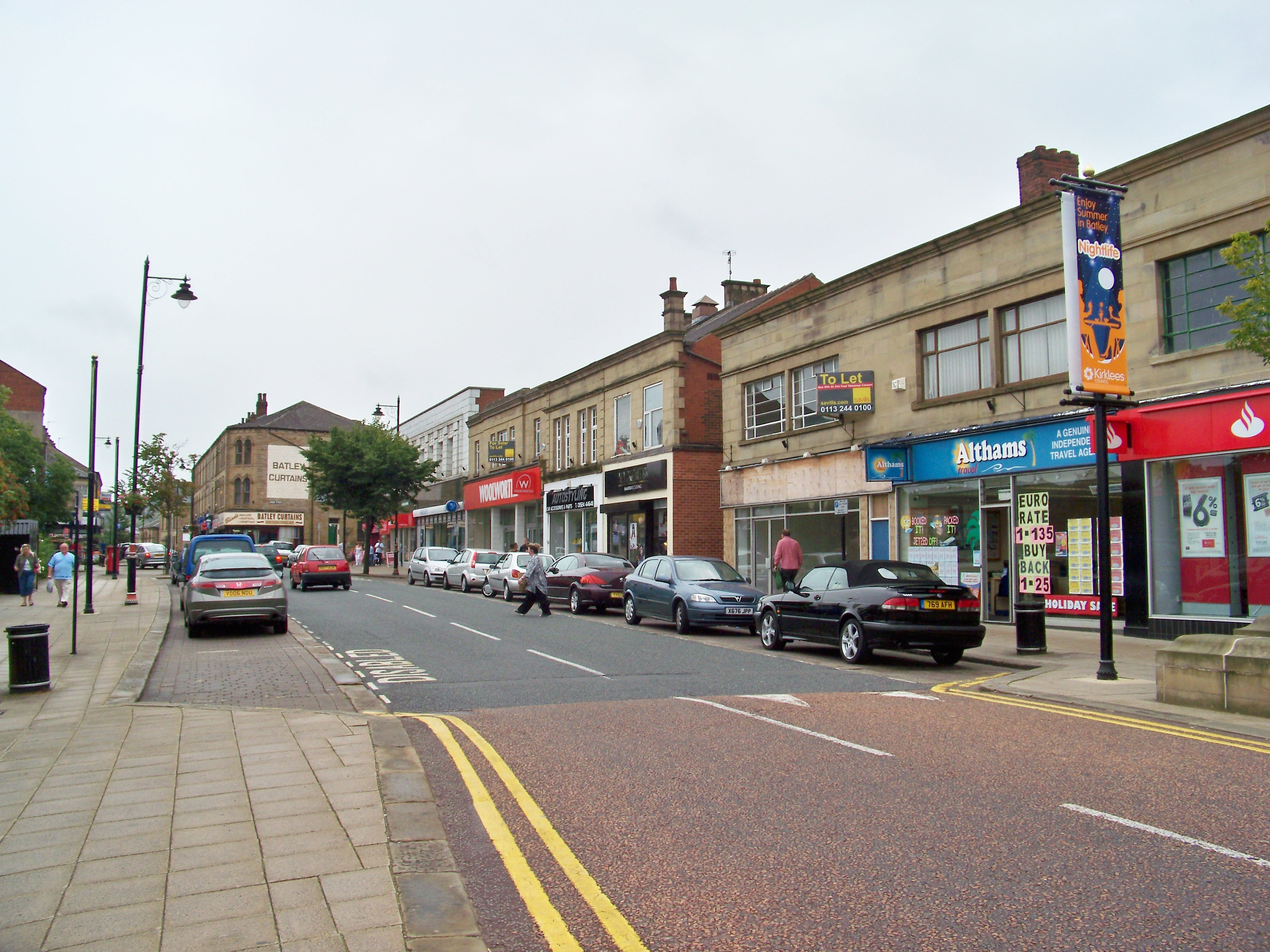
الشارع التجاري.

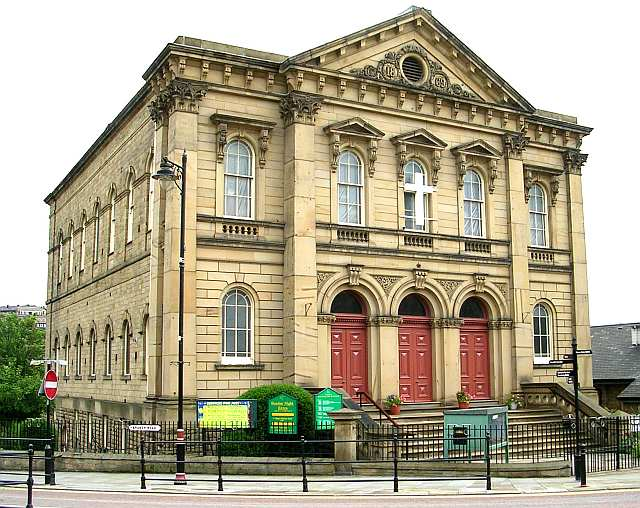
الشارع التجاري.

باتلي هي موطن لمركز تجاري وتجزئة متواضع على طول شارع التجارة. أكبر متجر هنا هو تيسكو، الذي يرتبط بالشارع التجاري الرئيسي عبر جسر مشاة. هناك العديد من متاجر السلاسل. أُغلق متجر "بوتس الصيدلي" في مايو 2015. قبل انهيار السلسلة، كان هناك أيضًا متجر "وولورث" في باتلي، والذي أصبح الآن متجر صغير يُعرف باسم "جي بي إم بارجنز".
مركز تسوق باتلي هو مركز تسوق صغير يضم متاجر رئيسية أكثر في المركز التجاري مثل آيسلند وأسدا.
تشكل المصانع النسيج السابقة التي تم تجديدها الجزء الرئيسي من التسوق في باتلي. يعد مطحنة باتلي واحدة من أكبر المطاحن التجارية في المملكة المتحدة وهي مصنعة أو قرية تسوق تضم العديد من مشغلي الأزياء والأدوات المنزلية الوطنيين والمستقلين. قدم افتتاح مطحنة باتلي في عام 2000 مساهمة كبيرة في التوظيف والوضع الاقتصادي للمنطقة. يضم مطحنة ريدبريك العديد من بائعي الأثاث عالي الجودة مثل هيلز ومالتي يورك، بالإضافة إلى منتجي النسيج المحليين مثل سكوبوس. تحتل شاكلتونز إحدى المصانع السابقة العديدة على طول طريق برادفورد. يُعرف هذا الـ "ميل الذهبي" للتجزئة بشكل جماعي بميل باتلي في يوركشاير.

## معالم
المعالم البارزة في باتلي تشمل قصر أوكويل هول، متحف باغشاو، حديقة ويلتون بارك، ملعب ماونت بليزانت، وكنيسة جميع القديسين، وهي مبنى مصنف تصنيف الدرجة الأولى.

## الرياضة

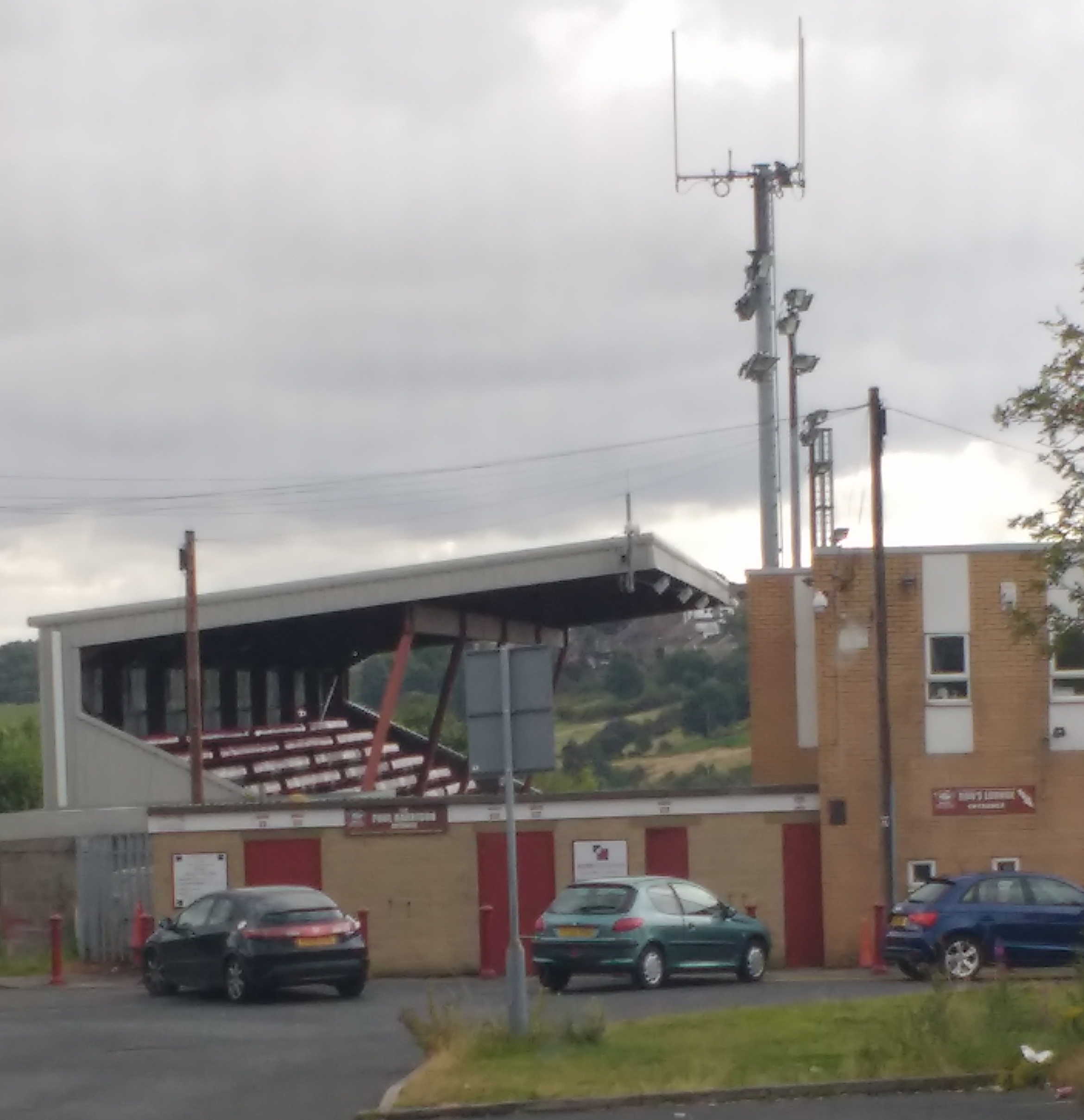
باتلي بولدوجز ماونت بليزانت في عام 2016.

المدينة موطن لنادي رغبي الدوري المحترف باتلي أر أل إف سي ونادي كرة القدم للشبان باتلي جونيورز إف سي (الذي كان يُعرف سابقًا باسم نادي كارلينغهاو للفتيان). كما يقع كارلينغهاو أيضًا في باتلي.
في رياضة الكريكيت، تضم باتلي العديد من الفرق المحلية، وهي أيضًا جزء من اتحاد الكريكيت لمنطقة هيفي وولين. كانت التعريف الأصلي لهذه المنطقة داخل نصف قطر 6 أميال (9.7 كيلومترات) من مقر بلدية باتلي. يمكن الآن لأي فريق يقع على بُعد 18 ميلًا (29 كيلومترًا) من باتلي الانضمام إلى كأس هيفي وولين، لكن هناك حد أقصى لعدد الفرق والذي يبلغ 64 فريقًا.

## الثقافة

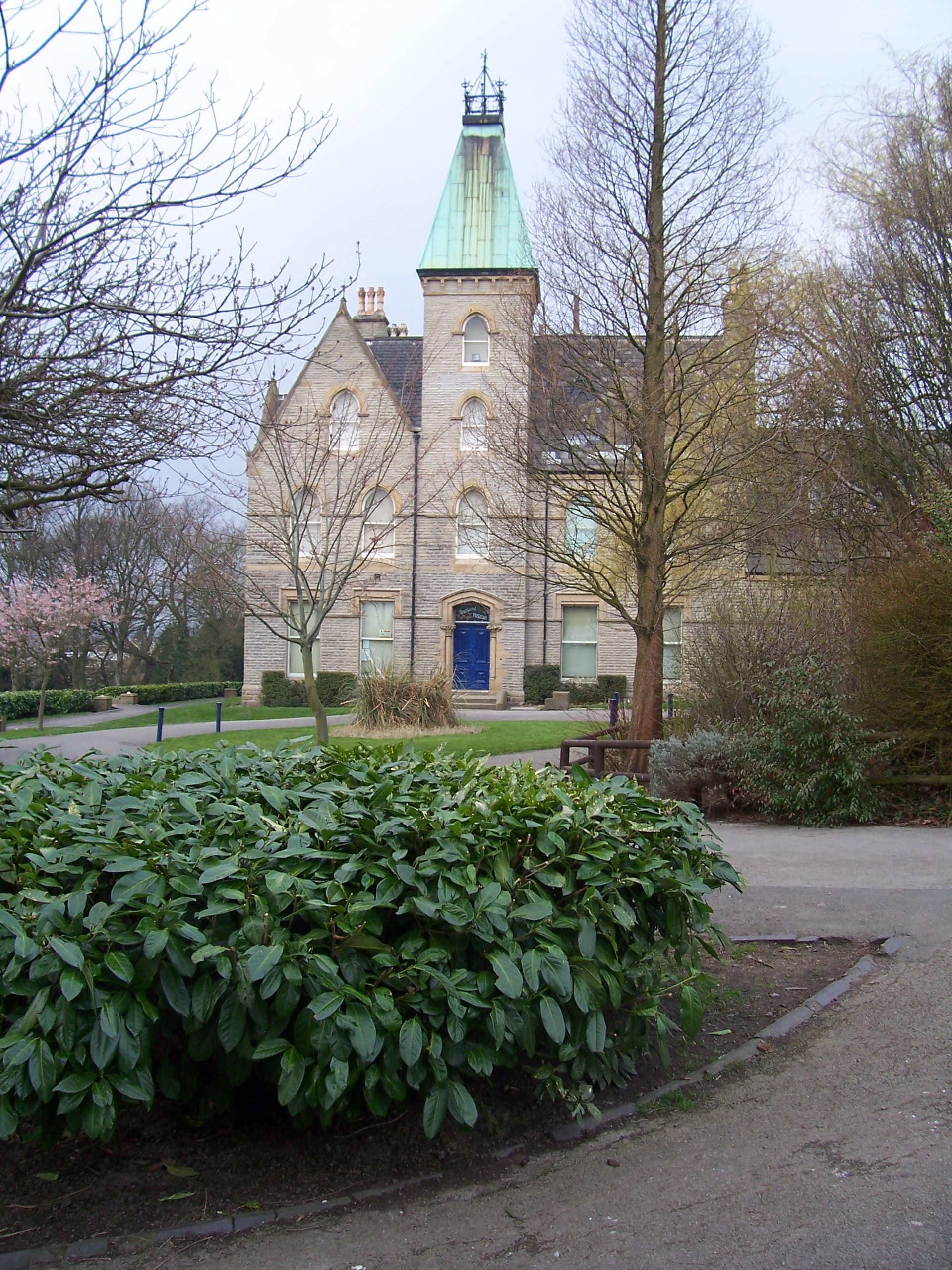
كان متحف باجشو، ببرجه النحاسي المميز، في الأصل منزلًا لعائلة شيرد.

ويلتون بارك (باتلي بارك) هو حديقة كبيرة تقع بين وسط المدينة وبيرستال. في أراضيها يوجد مرصد ميلنر ك. فورد (بني في عام 1966 ومقر جمعية باتلي وسبينبورو للفلك) ومتحف باغشاو. يقع المتحف في منزل بناه "أرباب الشودي" جورج شيرد، ويضم تاريخ المنطقة المحلي، وتاريخ الطبيعة، ومجموعة من الأشياء الغريبة من جميع أنحاء العالم، ومعرض مصر القديمة.
متحف يوركشاير للسيارات كان يحتوي على مجموعة صغيرة ومتنوعة من السيارات تعود إلى عام 1885، وتعكس صناع السيارات المحليين بالإضافة إلى العلامات التجارية الأشهر.أُغلق المتحف في عام 2010.
بين عامي 1966 و1977، كان نادي باتلي للتنوع محطًا لعروض عديدة منها أداءات لويس أرمسترونغ، جوني ماثيس، إيرثا كيت، فرقة البي جيز، روي أوربيسون، فرقة الهوليز، وكليف ريتشارد، وغيرهم. في فترة قصيرة تم تسميته بـ "كرومبيتس"، بعد ذلك تم إغلاقه لمدة أربع سنوات، ونجا من العديد من الطلبات لهدم المبنى.  كان النادي بعد ذلك معروفًا بنادي الحدود الليلي ابتداءً من أواخر السبعينيات وما بعدها. تم بيع الحدود لرجال أعمال في أبريل 2005 واستمر في العمل كنادي ليلي بينما استضاف عروضًا متنوعة وفعاليات رياضية مثل الملاكمة ولعبة السنوكر ولعبة السهام. أغلق الحدود أبوابه للمرة الأخيرة في عام 2016 وبعد أن تم تجديده بتكلفة تبلغ مليوني جنيه إسترليني، تم تحويله بنجاح إلى نادي JD الرياضي.
تأسست جمعية دراماتية في أكتوبر 1913 في مقهى شيلتونز في شارع التجارة 53 لتقديم الأعمال الدرامية لجمع التبرعات لصالح مستشفى باتلي ومنطقة باتلي. في 8 يناير 1914 في اجتماع في قاعة التميمة، تقرر أن تُعرف بـ "جمعية باتلي الهواة للممثلين" وأصبحت متفرعة إلى الجمعية الوطنية للأوبرا والدراما.

## مشاهير
الأشخاص التاليون هم أو كانوا من باتلي:
- جوزيف بريستلي (1733-1804)، كيميائي ولاهوتي ومربي وفيلسوف سياسي يُعتقد أنه اكتشف الأكسجين - وُلد في بيرستال وتعلم في مدرسة باتلي النحوية.
- ويليام هنري كولبيك (1823-1901)، سياسي نيوزيلندي - وُلد في باتلي.
- تيتوس شيرد (1841-1904)، رجل أعمال وسياسي أمريكي - وُلد في باتلي.
- ثيودور تايلور (1850-1952)، رجل أعمال وسياسي معروف بمخططه الريادي لتقاسم الأرباح في ج. ت. وج. تايلور - وُلد في كارلينغهاو.
- لويس هول (1852-1915)، لاعب كريكيت في نادي يوركشاير للكريكيت - وُلد في باتلي حيث شغل منصب عضو في المجلس البلدي وقسيس ميثودي.
- جوزيف كوكمان (1899-1944)، صحفي أمريكي - وُلد في باتلي.
- هيو غارنر (1913-1979)، كاتب كندي - وُلد في باتلي.
- روبرت ج. إدواردز (1925-2013)، فيزيائي حصل على جائزة نوبل لتطوير التلقيح في المختبر (IVF) - وُلد في باتلي.
- ليزلي في. وودكوك (مواليد 1945)، أستاذ في الديناميات الحرارية الكيميائية في جامعة مانشستر.
- روبرت بالمر (1949-2003)، مغني بوب مشهور بأغنيته "مدمن على الحب" في عام 1986 - وُلد في باتلي.
- آرثر روش (مواليد 1950)، رئيس الأساقفة شغل منصب الأسقف التاسع لليدز قبل أن يُعين أمينًا لدورة العبادة الإلهية وتنظيم الأسرار من قبل البابا بنديكت السادس عشر في عام 2012 - وُلد في باتلي كار.
- لاري هيرست (مواليد 1951)، رئيس IBM في أوروبا والشرق الأوسط وإفريقيا بين عامي 2008 و2010 - وُلد في باتلي.
- تريسي برابين (مواليد 1961)، سياسية وأول عمدة لويست يوركشاير - وُلدت في باتلي، وشغلت منصب عضو مجلس العموم العمالي عن دائرة باتلي وسبين منذ عام 2016 حتى عام 2021.
- مارك إيستوود (مواليد 1971)، سياسي وعضو بالبرلمان البريطاني عن حزب المحافظين عن ديوسبري منذ عام 2019 - نشأ في كارلينغهاو وتعلم في مدرسة باتلي للفتيان الثانوية.
- جو كوكس (1974-2016)، سياسي - وُلد في باتلي، وشغل منصب عضو مجلس العموم البريطاني عن دائرة باتلي وسبين منذ عام 2015 حتى تم اغتياله في بيرستال في عام 2016.
- كيم ليدبيتر (مواليد 1976)، سياسية - وُلدت في باتلي، وشغلت منصب عضو مجلس العموم البريطاني عن دائرة باتلي وسبين منذ عام 2021.